# پاسیب
پاسیب، روستایی است از توابع بخش چترود شهرستان کرمان در استان کرمان ایران.

## جمعیت
این روستا در دهستان معزیه قرار داشته و براساس آخرین سرشماری مرکز آمار ایران که در سال ۱۳۸۵ صورت گرفته، جمعیت آن ۸۶نفر ( 2۸ خانوار) بوده‌است.